# Рибак Юрій Петрович
Юрій Петрович Рибак (1 січня 1935, село Криве, тепер Попільнянського району Житомирської області — ?) — український радянський діяч, новатор виробництва, верстатник, столяр Житомирського меблевого комбінату Житомирської області. Депутат Верховної Ради УРСР 6—8-го скликань. Герой Соціалістичної Праці (7.05.1971).

## Біографія
Народився в селянській родині, батько працював на залізниці. Після закінчення середньої школи Юрій Рибак працював у колгоспі села Криве Попільнянського району Житомирської області.
З 1955 року служив у Радянській армії, де командував відділенням розвідки артилерійської частини.
Після демобілізації переїхав до міста Житомира та став працювати теслярем будівельної бригади, столяром Житомирської артілі меблярів.
Потім — столяр-багатоверстатник машинно-клейового цеху Житомирського меблевого комбінату Міністерства лісової і деревообробної промисловості УРСР. Ударник комуністичної праці. Одним із перших освоїв виробництво меблів із тирсоплит, досягнув найвищої продуктивності праці.
Закінчив вечірнє відділення Житомирського технікуму механічної обробки деревини, здобув спеціальність техніка-технолога деревообробної промисловості.
Член КПРС з 1964 року.
З 1975 року — секретар партійного комітету Житомирського меблевого комбінату; секретар партійного комітету головного підприємства об'єднання «Житомирдерев» Житомирської області.
З кінця 1980-х років — на пенсії в місті Житомирі. Керівник Житомирської організації ветеранів «Золота Зірка».

## Нагороди
- Герой Соціалістичної Праці (7.05.1971)
- орден Леніна (7.05.1971)
- орден Трудового Червоного Прапора
- медаль «За трудову доблесть»
- медалі